# Gouvernement Fernández Albor I
Galice
 Albor II
Le gouvernement Fernández Albor I (en espagnol : Primer Gobierno Fernández Albor, en galicien : Primeiro Goberno Fernández Albor) est le gouvernement de la communauté autonome de Galice entre le 22 janvier 1982 et le 3 mars 1986, sous la Ire législature du Parlement.
Il est dirigé par le conservateur Gerardo Fernández Albor, vainqueur à la majorité relative des élections autonomiques de 1981. Il repose initialement sur la seule Alliance populaire, mais il bénéficie à partir de 1983 du soutien et de la participation d'anciens députés de l'Union du centre démocratique. Il cède le pouvoir au gouvernement Fernández Albor II après les élections de 1985.

## Historique du mandat
Ce gouvernement est dirigé par le nouveau président de la Junte, le conservateur Gerardo Fernández Albor. Il est initialement constitué et soutenu par l'Alliance populaire (AP). Seule, elle dispose de 26 députés sur 71, soit 36,6 % des sièges du Parlement.
Il est formé à la suite des élections parlementaires du 20 octobre 1981.
Il constitue donc le premier gouvernement régional depuis l'accession de la Galice à l'autonomie.

### Formation
Au cours des élections autonomiques, l'Alliance populaire remporte la majorité relative, avec deux sièges d'avance sur l'Union du centre démocratique (UCD), parti qui dominait la scène politique galicienne depuis 1977. Ensemble, ces deux formations réunissent un total de 50 députés sur 71.
Dès le lendemain du scrutin, le secrétaire général de l'AP, Jorge Verstrynge, appelle à former une « majorité naturelle » avec l'UCD. Les deux formations s'entendent effectivement, permettant le 19 décembre l'élection du centriste Antonio Rosón (es) à la présidence du Parlement. En vertu de cette entente, Gerardo Fernández Albor est élu président de la Junte le 8 janvier 1982 par 52 voix pour, 17 contre et 1 abstention : il bénéficie du soutien de l'AP, de l'UCD et de trois indépendants siégeant au groupe socialiste, mais Rosón ne peut voter pour lui du fait de son admission à l'hôpital la veille.
Il prête serment deux semaines plus tard et forme son gouvernement le lendemain, 22 janvier.

### Évolution
Le conseiller à la Justice et à l'Intérieur, José González Dopeso (gl), présente sa démission le 30 juin 1982 à Gerardo Fernández Albor, qui l'accepte. Il justifie sa décision par le fait que, contrairement à ses prétensions, La Corogne n'a pas été choisie pour accueillir les sièges des institutions de la communauté autonome. Le vice-président, José Manuel Romay, est chargé d'assumer l'intérim à la direction du département exécutif en attendant que celui-ci soit pourvu.
José Manuel Romay démissionne le 7 janvier 1983 de la vice-présidence de la Junte, afin d'occuper un siège au Congrès des députés. Il n'est pas remplacé.
Le 2 mars 1983, le gouvernement régional conclut un accord de coalition avec 12 députés élus en 1981 sous l'étiquette de l'Union du centre démocratique, dont trois appartiennent désormais au groupe mixte, ce qui lui garantit une solide majorité absolue de 38 élus sur 71. Cette entente implique l'organisation d'un remaniement gouvernemental, puisqu'elle implique que plusieurs signataires doivent être intégrés à l'exécutif de la communauté autonome. Le remaniement est effectivement opéré le 7 mars, avec assermentation et prise de fonction deux jours plus tard : José Luis Barreiro (es) est promu vice-président politique, Carlos Mella (gl) est nommé vice-président économique et conseiller à l'Économie, Juan Luis Pía Martínez (gl) couvre la vacance du poste de conseiller à la Justice et à l'Intérieur, les fonctions de Carlos Otero Díaz (gl) sont réduites à celles de conseiller aux Finances, Víctor Vázquez Portomeñe (gl) prend la suite de Francisco Cacharro Pardo (gl), élu sénateur, comme conseiller à l'Éducation, et Javier Suárez-Vence (gl) devient conseiller à la Santé à la suite de José María Hernández Cochón (gl).
Gerardo Fernández Albor annonce, le 15 septembre 1983, son second remaniement d'ampleur en moins de deux ans de mandat, considéré comme la suite du remaniement de mars et de l'entrée des ex-UCD au gouvernement. À cette occasion, le nombre de départements exécutif passe à neuf, soit quatre de moins que la précédente mouture de l'exécutif autonomique. Sont supprimés les départements de la Culure, de la Justice et de l'Intérieur, des Finances, et de la Pêche. Le premier intègre le département de l'Éducation, le deuxième celui de la Présidence, le troisième celui de l'Économie — qui récupère le Commerce et au détriment du département de l'Industrie — et le quatrième celui de l'Agriculture. Juan Manuel de la Fuente (gl), jusqu'à présent haut fonctionnaire du ministère espagnol de l'Économie et des Finances, remplace Ramón de Vicente (gl) comme conseiller à l'Industrie et à l'Énergie. Le nouveau conseiller ainsi que ceux dont les compétences ont évolué prêtent serment le lendemain devant le président de la Junte.
Après que Jaime Rey de Roa (gl) a démissionné le 17 janvier 1984, à l'issue d'un long entretien avec Gerardo Fernández Albor et José Luis Barreiro, le député national Fernando Garrido Valenzuela (gl) entre le gouvernement en qualité de conseiller à l'Agriculture, à la Pêche et à l'Alimentation dès le lendemain.
Le 28 mars 1984, Carlos Mella renonce à ses fonctions de vice-président économique et conseiller à l'Économie, aux Finances et au Commerce, ce qu'il justifie par le rejet de sa politique économique, et notamment la distribution d'un financement exceptionnel de l'État de 12 milliards de pesetas. Il est formellement imité le lendemain, pour les mêmes raisons, par le conseiller à l'Industrie et à l'Énergie, Juan Manuel de la Fuente, qui avait déjà informé oralement le chef du gouvernement. L'intérim de leurs fonctions est confié respectivement à José Luis Barreiro et Ángel Villanueva Cendón, jusqu'à la nomination le 5 avril de Jaime Trebolle (gl) en qualité de conseiller à l'Économie et aux Finances, et de Ramón Díaz del Río (gl), qui fait son retour dans l'exécutif comme conseiller à l'Industrie, à l'Énergie et au Commerce.

### Succession
Lors des élections parlementaires du 24 novembre 1985, la Coalition populaire (CP), formée autour de l'Alliance populaire, progresse fortement mais se contente de la majorité relative, avec 34 députés sur 71. Après avoir été de nouveau investi président de la Junte le 21 février 1986 à la majorité relative, à la suite de trois essais infructueux, Gerardo Fernández Albor dévoile le 2 mars la liste des membres de son second gouvernement, qui comprend quatre nouveaux conseillers. L'exécutif prête serment et entre en fonction le lendemain.

## Composition

### Initiale (22 janvier 1982)
| Poste                                                                                | Titulaire | Titulaire | Parti |
| ------------------------------------------------------------------------------------ | --------- | --- | ----- |
| Président                                                                            |           | Gerardo Fernández Albor | AP    |
| Vice-président                                                                       |           | José Manuel Romay Beccaría (jusqu'au 21/01/1983)                                                                                        | AP    |
| Conseiller adjoint au Président pour la Culture Conseiller à la Culture (17/12/1982) |           | José Fernando Filgueira Valverde | Sans  |
| Conseiller à la Présidence                                                           |           | José Luis Barreiro Rivas (es) | AP    |
| Conseiller à la Justice et à l'Intérieur                                             |           | José González Dopeso (gl) (06/07/1982) José Manuel Romay Beccaría (intérim jusqu'au 21/01/1983) José Luis Barreiro Rivas (es) (intérim) | AP    |
| Conseiller à l'Économie et aux Finances                                              |           | Carlos Otero Díaz (gl) | AP    |
| Conseiller à l'Aménagement du territoire et aux Travaux publics                      |           | Ángel Mario Carreño y Rodríguez Maribona (gl)                                                                                           | AP    |
| Conseiller à l'Éducation                                                             |           | Francisco Cacharro Pardo (gl) | AP    |
| Conseiller à la Pêche                                                                |           | Ramón Díaz del Río Jáudenes (gl) | AP    |
| Conseiller au Travail, à la Sécurité sociale et à l'Émigration                       |           | Juan Corral Pérez (gl) | AP    |
| Conseiller à la Santé                                                                |           | José María Hernández Cochón (gl) | AP    |
| Conseiller à l'Agriculture, à l'Élevage et aux Montagnes                             |           | Jaime Rey de Roa (gl) | AP    |
| Conseiller à l'Industrie, à l'Énergie et au Commerce                                 |           | Ramón de Vicente Vázquez (gl) | AP    |
| Conseiller au Tourisme et aux Sports                                                 |           | Manuel Ángel Villanueva Cendón (gl) | AP    |

### Remaniement du 9 mars 1983
- Par rapport à la composition précédente, les nouveaux conseillers sont indiqués en gras, ceux ayant changé d'attributions le sont en italique.

| Poste                                                                  | Titulaire | Titulaire                                     | Parti |
| ---------------------------------------------------------------------- | --------- | --------------------------------------------- | ----- |
| Président                                                              |           | Gerardo Fernández Albor                       | AP    |
| Vice-président pour les Affaires politiques Conseiller à la Présidence |           | José Luis Barreiro Rivas (es)                 | AP    |
| Vice-président pour les Affaires économiques Conseiller à l'Économie   |           | José Carlos Mella Villar (gl)                 | Sans  |
| Conseiller à la Culture                                                |           | José Fernando Filgueira Valverde              | Sans  |
| Conseiller à la Justice et à l'Intérieur                               |           | Juan Luis Pía Martínez (gl)                   | AP    |
| Conseiller aux Finances                                                |           | Carlos Otero Díaz (gl)                        | AP    |
| Conseiller à l'Aménagement du territoire et aux Travaux publics        |           | Ángel Mario Carreño y Rodríguez Maribona (gl) | AP    |
| Conseiller à l'Éducation                                               |           | Víctor Manuel Vázquez Portomeñe (gl)          | Sans  |
| Conseiller à la Pêche                                                  |           | Ramón Díaz del Río Jáudenes (gl)              | AP    |
| Conseiller au Travail, à la Sécurité sociale et à l'Émigration         |           | Juan Corral Pérez (gl)                        | AP    |
| Conseiller à la Santé                                                  |           | Francisco Javier Suárez-Vence Santiso (gl)    | Sans  |
| Conseiller à l'Agriculture, à l'Élevage et aux Montagnes               |           | Jaime Rey de Roa (gl)                         | AP    |
| Conseiller à l'Industrie, à l'Énergie et au Commerce                   |           | Ramón de Vicente Vázquez (gl)                 | AP    |
| Conseiller au Tourisme et aux Sports                                   |           | Manuel Ángel Villanueva Cendón (gl)           | AP    |

### Remaniement du 16 septembre 1983
- Par rapport à la composition précédente, les nouveaux conseillers sont indiqués en gras, ceux ayant changé d'attributions le sont en italique.

| Poste                                                                                             | Titulaire | Titulaire                                                                    | Parti |
| ------------------------------------------------------------------------------------------------- | --------- | ---------------------------------------------------------------------------- | ----- |
| Président                                                                                         |           | Gerardo Fernández Albor                                                      | AP    |
| Vice-président pour les Affaires politiques Conseiller à la Présidence                            |           | José Luis Barreiro Rivas (es)                                                | AP    |
| Vice-président pour les Affaires économiques Conseiller à l'Économie, aux Finances et au Commerce |           | José Carlos Mella Villar (gl) (jusqu'au 02/04/1984)                          | Sans  |
| Vice-président pour les Affaires économiques Conseiller à l'Économie, aux Finances et au Commerce |           | José Luis Barreiro Rivas (es) (par intérim)                                  | AP    |
| Conseiller à l'Éducation et à la Culture                                                          |           | Víctor Manuel Vázquez Portomeñe (gl)                                         | Sans  |
| Conseiller à l'Aménagement du territoire et aux Travaux publics                                   |           | Ángel Mario Carreño y Rodríguez Maribona (gl)                                | AP    |
| Conseiller au Travail, à la Sécurité sociale et à l'Émigration                                    |           | Juan Corral Pérez (gl)                                                       | AP    |
| Conseiller à la Santé et à la Consommation                                                        |           | Francisco Javier Suárez-Vence Santiso (gl)                                   | Sans  |
| Conseiller à l'Agriculture, à la Pêche et à l'Alimentation                                        |           | Jaime Rey de Roa (gl) (jusqu'au 18/01/1984) Fernando Garrido Valenzuela (gl) | AP    |
| Conseiller à l'Industrie et à l'Énergie                                                           |           | Juan Manuel de la Fuente Esperante (gl) (jusqu'au 02/04/1984)                | Sans  |
| Conseiller à l'Industrie et à l'Énergie                                                           |           | Manuel Ángel Villanueva Cendón (gl) (par intérim)                            | AP    |
| Conseiller au Tourisme, à la Jeunesse et aux Sports                                               |           | Manuel Ángel Villanueva Cendón (gl)                                          | AP    |

### Remaniement du 5 avril 1984
- Par rapport à la composition précédente, les nouveaux conseillers sont indiqués en gras, ceux ayant changé d'attributions le sont en italique.

| Poste                                                                  | Titulaire | Titulaire                                     | Parti |
| ---------------------------------------------------------------------- | --------- | --------------------------------------------- | ----- |
| Président                                                              |           | Gerardo Fernández Albor                       | AP    |
| Vice-président pour les Affaires politiques Conseiller à la Présidence |           | José Luis Barreiro Rivas (es)                 | AP    |
| Conseiller à l'Économie et aux Finances                                |           | Jaime Trebolle Fernández (gl)                 | Sans  |
| Conseiller à l'Éducation et à la Culture                               |           | Víctor Manuel Vázquez Portomeñe (gl)          | Sans  |
| Conseiller à l'Aménagement du territoire et aux Travaux publics        |           | Ángel Mario Carreño y Rodríguez Maribona (gl) | AP    |
| Conseiller au Travail, à la Sécurité sociale et à l'Émigration         |           | Juan Corral Pérez (gl)                        | AP    |
| Conseiller à la Santé et à la Consommation                             |           | Francisco Javier Suárez-Vence Santiso (gl)    | Sans  |
| Conseiller à l'Agriculture, à la Pêche et à l'Alimentation             |           | Fernando Garrido Valenzuela (gl)              | AP    |
| Conseiller à l'Industrie, à l'Énergie et au Commerce                   |           | Ramón Díaz del Río Jáudenes (gl)              | AP    |
| Conseiller au Tourisme, à la Jeunesse et aux Sports                    |           | Manuel Ángel Villanueva Cendón (gl)           | AP    |